# CP Lacertae
CP Lacertae ist eine Nova, die 1936 im Sternbild Eidechse aufleuchtete. Es wurde eine Entfernung von 5400 Lichtjahren berechnet. Vor dem Ausbruch war sie eineinhalb mal so hell wie unsere Sonne. Beim Ausbruch erreichte die Nova eine Helligkeit von 2,1 mag. Die Helligkeit von CP Lacertae nahm nach dem Ausbruch in 9 Tagen um 3 mag ab.

## Koordinaten
- Rektaszension: 22h 15m 40s.64
- Deklination: +55° 36' 58".3